# Bozóky Géza
pilismaróti Bozóky Géza (Nagyvárad, 1875. július 23. – Budapest, 1960. február 24.) jogász, egyetemi tanár.

## Életpályája
1897–1900 között Bihar vármegye alispáni hivatalának közigazgatási gyakornoka volt. 1899-ben Budapesti Tudományegyetemen államtudományi diplomát szerzett. 1900-ban Párizsban és Londonban állami ösztöndíjjal tanult. 1900-ban közjegyzőjelölt volt. 1900–1910 között az egri érseki joglíceumban a kereskedelmi és váltójog rendes tanára volt. 1901-ben jogtudományi doktori oklevelet szerzett. 1904-ben ügyvédi vizsgát tett. 1907-ben a Kolozsvári Magyar Királyi Ferenc József Tudományegyetemen a kereskedelmi jogból magántanári képesítést szerzett. 1907–1914 között a Kolozsvári Magyar Királyi Ferenc József Tudományegyetem magántanára volt. 1910–1912 között a pécsi püspöki jogi líceum rendes tanára volt. 1912–1914 között a pozsonyi jogakadémia oktatója volt. 1914–1921 között a pozsonyi Erzsébet Egyetem, 1921–1923 között a budapesti Pázmány Péter Tudományegyetem, 1923–1944 között a pécsi Erzsébet Tudományegyetem kereskedelmi és váltójogi nyilvános rendes tanára volt. 1918–1919 között a Részvénytársaság című folyóirat társszerkesztője volt. 1920–1921 között Pozsonyban az Állam- és Jogtudományi Kar dékánja volt. 1929-től a Szent István Akadémia tagja volt. 1930–1931 között a pécsi Erzsébet Tudományegyetem rektora, 1934–1935 között az Állam- és Jogtudományi Kar dékánja, majd 1936–1937 között az egyetem dékánhelyettese volt.

### Munkássága
Gazdasági joggal, elsősorban magyar és nemzetközi kereskedelmi és váltójoggal foglalkozott. Alapvetően új eredményeket ért el a két világháború között újrainduló magyarországi gazdasági élet új jogszabályainak kidolgozásában. Elemezte az újabb gazdasági társaságok (pl. részvénytársaságok, korlátolt felelősségű társaságok stb.) jogállását, a nemzetközi kereskedelmi bíróságok és a nemzeti jogok viszonyát. Számos nemzetközi jogi konferencián képviselte Magyarországot. Fonots szerepet játszott a Genfi egyezmények és a Hágai egyezmények magyarországi jóváhagyásában.
Munkái a Tiszántúl (1899–1910), a Magyar Jogász Ujság (1905), az Új Idők (1905–1906), a Magyar Kereskedők Lapja (1905–1913), A Jog (1906-tól), a Magyarország (1908–1911), a Budapesti Hírlap (1908–1914), a Magyar Pénzügy (1908–1916), a Kereskedelmi Jog (1908–1934), a Jogtudományi Közlöny (1908–1934), az Alkotmány (1909–1918), az Ügyvédek Lapja (1909–1931), a Budapest (1911–1913), a Magyar Kultúra (1911–1924), a Dunántúl (1911–1938), a Nemzeti Újság (1922–1926), a Pécsi Katolikus Tudósító (1929–1937), a Pécsi Hírek (1932–1933) és a szegedi A Jog c. lapokban jelentek meg (1935-1936).

## Családja
Szülei: Bozóky Alajos (1842–1919) jogász, jogtörténész, műfordító és kőröstarjáni Hoványi Mária voltak. Heten voltak testvérek, testvérei közül: Bozóky Dezső (1871–1957) orvos, Bozóky Gyula (1878–1954) honvéd ezredes, illetve Bozóky Ferenc (1886–1961) jogász volt.
Sírja a Farkasréti temetőben volt, melyet felszámoltak.

## Művei
- Az új polgári perrendtartás tervezete és a kereskedők. – A részvénytársasági felügyelőbizottság és az állami ellenőrzés (Egri érseki jogakadémia évkönyve, 1902)
- A bizományi ügylet (Nagyvárad, 1905)
- Újabb lépés a váltójog nemzetközi egységesítésére (Jogtudományi Közlöny, 1908)
- A levegő joga (Jogtudományi Közlöny, 1910)
- Az új magyar polgári perjog erkölcsi alapelvei (Katolikus Szemle, 1913)
- A kereskedelmi bíróságok ellenőrző szerepének reformja a részvénytársaságoknál (Budapest, 1914)
- A korlátolt felelősségi társaság. A külföldi és de lege ferenda a magyar jogban (Pozsony, 1914)
- Magyar váltójog különös tekintettel a hágai nemzetközi jogi egyezményre és a külföldi váltójogokra (Tudományos gyűjtemény. 17–18. Budapest, 1926)
- Magyar kereskedelmi jog különös tekintettel a kereskedelmi fejlődésre. I.-II. (egyetemi tankönyv, Budapest, 1928–1929)
- A házasság (Budapest, 1930)
- A gazdasági élet és a jog (Ügyvédek Lapja, 1931)
- A nemzetközi váltótörvény 17-ik cikke. (Jogtudományi Közlöny, 1934)
- Az elfogadási nyilatkozat a genfi nemzetközi egységes váltójog szerint (Polner-emlékkönyv; Szeged, 1935)
- Nemzetközi váltójog. Az idegen és a saját váltóra vonatkozó egységes váltótörvény… különös tekintettel a váltótörvényünkre (Pécs, 1937)[3]
- Kereskedelmi jog és gazdasági élet (Pécs, 1937)
- Élettér és gazdasági jog (Pécs, 1942)
- Gazdasági jogunk fejlődésének újabb irányai (Pécs, 1943)